# Antioxidants & Redox Signaling
Antioxidants & Redox Signaling, abgekürzt Antioxid. Redox Signal., ist eine wissenschaftliche Fachzeitschrift, die vom Mary Ann-Liebert-Verlag veröffentlicht wird. Die Zeitschrift erscheint mit 24 Ausgaben im Jahr. Es werden Arbeiten zum Themenbereich Redox-basierte Therapie veröffentlicht.
Der Impact Factor lag im Jahr 2014 bei 7,407. Nach der Statistik des ISI Web of Knowledge wird das Journal mit diesem Impact Factor in der Kategorie Endokrinologie und Metabolismus an zehnter Stelle von 128 Zeitschriften und in der Kategorie Biochemie und Molekularbiologie an 27. Stelle von 289 Zeitschriften geführt.